# The Bootleg Beatles
 (mai 2023).
La mise en forme du texte ne suit pas les recommandations de Wikipédia : il faut le « wikifier ».
Les points d'amélioration suivants sont les cas les plus fréquents. Le détail des points à revoir est peut-être précisé sur la page de discussion.
- Les titres sont pré-formatés par le logiciel. Ils ne sont ni en capitales, ni en gras.
- Le texte ne doit pas être écrit en capitales (les noms de famille non plus), ni en gras, ni en italique, ni en « petit »…
- Le gras n'est utilisé que pour surligner le titre de l'article dans l'introduction, une seule fois.
- L'italique est rarement utilisé : mots en langue étrangère, titres d'œuvres, noms de bateaux, etc.
- Les citations ne sont pas en italique mais en corps de texte normal. Elles sont entourées par des guillemets français : « et ».
- Les listes à puces sont à éviter, des paragraphes rédigés étant largement préférés. Les tableaux sont à réserver à la présentation de données structurées (résultats, etc.).
- Les appels de note de bas de page (petits chiffres en exposant, introduits par l'outil «  Source ») sont à placer entre la fin de phrase et le point final[comme ça].
- Les liens internes (vers d'autres articles de Wikipédia) sont à choisir avec parcimonie. Créez des liens vers des articles approfondissant le sujet. Les termes génériques sans rapport avec le sujet sont à éviter, ainsi que les répétitions de liens vers un même terme.
- Les liens externes sont à placer uniquement dans une section « Liens externes », à la fin de l'article. Ces liens sont à choisir avec parcimonie suivant les règles définies. Si un lien sert de source à l'article, son insertion dans le texte est à faire par les notes de bas de page.
- La présentation des références doit suivre les conventions bibliographiques. Il est recommandé d'utiliser les modèles {{Ouvrage}}, {{Chapitre}}, {{Article}}, {{Lien web}} et/ou {{Bibliographie}}. Le mode d'édition visuel peut mettre en forme automatiquement les références.
- Insérer une infobox (cadre d'informations à droite) n'est pas obligatoire pour parachever la mise en page.

Pour une aide détaillée, merci de consulter Aide:Wikification.
Si vous pensez que ces points ont été résolus, vous pouvez retirer ce bandeau et améliorer la mise en forme d'un autre article.
The Bootleg Beatles est un tribute band des Beatles. Ils ont fait plus de 4000 représentations depuis leur formation en mars 1980.

## Histoire
The Bootleg Beatles se sont formés en 1980 avec Andre Barreau, Neil Harrison et David Catlin-Birch, des camarades du casting londonien de Beatlemania, après le spectacle final du West End musical. Le groupe a investi ses économies dans deux guitares – une Epiphone et une Gretsch – ainsi que deux ampli Vox, quatre cols roulés noirs et une perruque.
Leur première performance était devant un petit rassemblement étudiant à Tiverton, Devon, Angleterre. Après des concerts plus discrets, le groupe a effectué une tournée de 60 dates de l'Union des républiques socialistes soviétiques ; d'autres tournées ont suivi en Israël (1982 et 1986), l'Extrême-Orient, et l'Inde. En février 1984, ils ont été invités à se produire aux États-Unis, pour commémorer la première tournée américaine des Beatles 20 ans plus tôt.
Le succès britannique a continué de se révéler insaisissable. En 1990, les Bootleg Beatles produisent 10 spectacles dans des villes où les Beatles avaient joué lors de leur dernière tournée au Royaume-Uni en 1965. Il y avait peu de public mais il était enthousiaste, et une autre tournée a été réservée pour l'année suivante. D'année en année, le spectacle a gagné en popularité, et la foule augmentait, les tournées se développaient et les salles devenaient plus grandes. Enfin, un concert dans le Southampton a attiré l'attention du groupe Oasis, menant les Bootleg Beatles en première partie du groupe de Britpop au Earls Court et Knebworth. Cela a donné au groupe un public contemporain et accru sa crédibilité, le lançant sur le premier circuit européen des festivals et partageant des scènes avec Rod Stewart, Bon Jovi, David Bowie, The Corrs, Manic Street Preachers et Iggy Pop.
Le 30 janvier 1999, le groupe joue sur le toit du 3 Savile Row, Londres, ancienne résidence de la compagnie Apple Corps des Beatles, recréant la dernière performance publique des Beatles qui a eu lieu au même endroit 30 ans plus tôt. En 2009, le groupe espérait marquer le 40e anniversaire en recréant à nouveau la performance, mais malheureusement, des problèmes de santé et de sécurité ont empêché l'apparition.
En 2002, le groupe joue au Jubilé d'or d'Élisabeth II au Palais de Buckingham.
En 2010, le groupe a fait la une de la scène acoustique du festival de Glastonbury, attirant la plus grande foule depuis 5 ans. Ils ont également fait plusieurs apparitions sur la chaine de télévision BBC, dans les émissions The One & Only, The One Show et I'm In a Rock'n'Roll Band, ainsi que sur la radio BBC.
En mars 2011, le membre fondateur Neil Harrison a annoncé qu'il quittait le groupe. Le 18 juillet, un communiqué de presse annonce son remplacement par Adam Hastings, un musicien de Newcastle upon Tyne. En septembre 2012, David Catlin-Birch membre de longue date, annonce quitter le groupe.

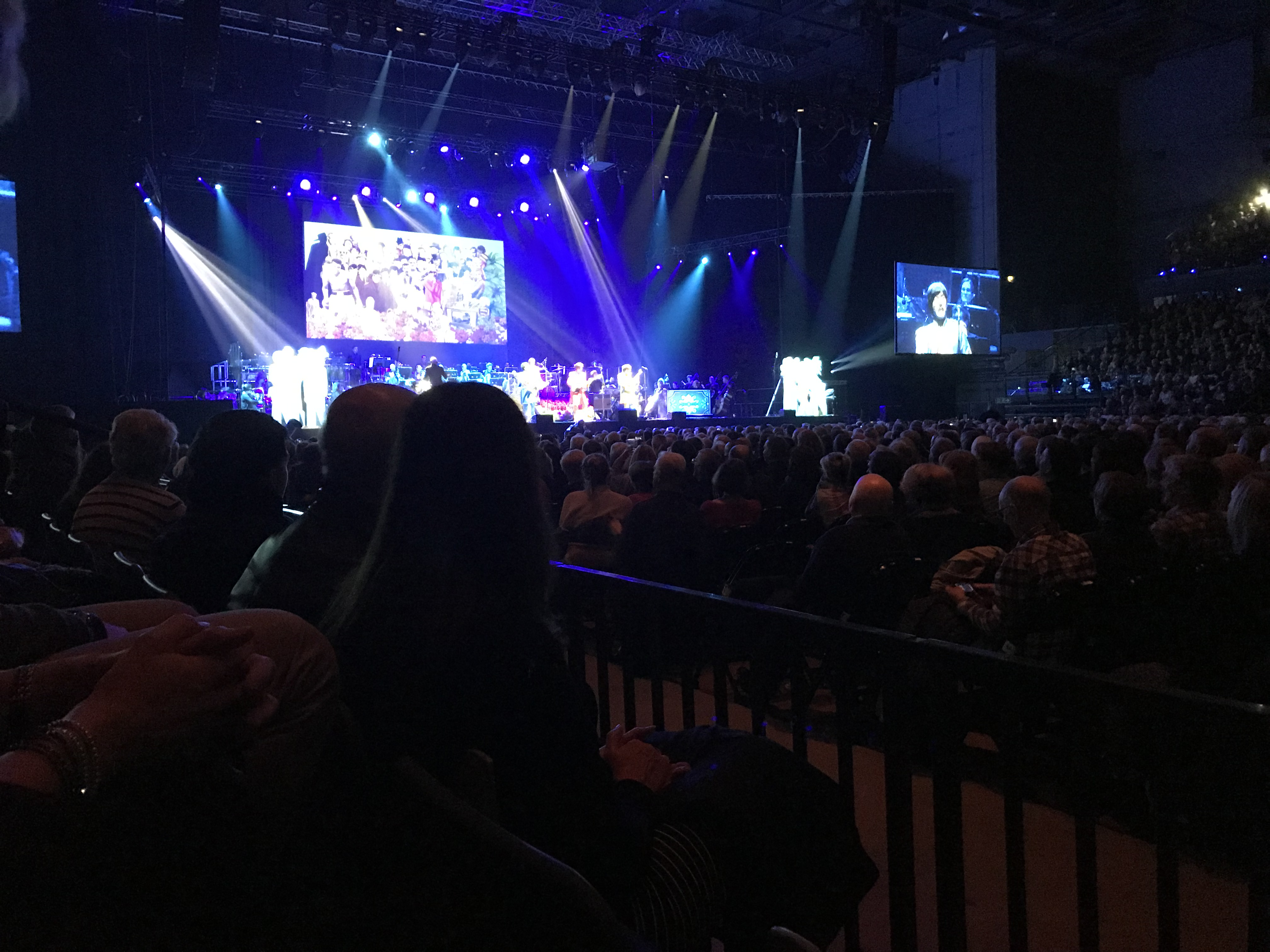
Bootleg Beatles avec le Royal Liverpool Philharmonic Orchestra à Echo Arena stadium, de Liverpool. (13 janvier 2018) (Photo: Derek Williams)

Il était annoncé qu'ils joueraient sur la scène acoustique du Glastonbury Festival en 2013.
La dernière représentation d'Andre Barreau était à Hyde Park à Londres le 13 juillet 2014.
Depuis le départ de Barreau, il n'y a plus aucun membre original des Bootleg Beatles en tournée.
En 2017, Professeur Nigel Osborne (Edinburgh University) a été commandé par le Royal Liverpool Philharmonic Orchestra pour arranger Sgt. Pepper's Lonely Hearts Club Band pour des concerts avec les Bootleg Beatles joués à pleine capacité au Royal Albert Hall et l'Echo Arena Liverpool.

## Rencontre avec les Beatles
Leur première rencontre remonte à 1996 au 50e anniversaire de David Gilmour. Gilmour a réservé à la fois les Bootleg Beatles et les Australian Pink Floyd Show car il avait « toujours voulu que les Beatles fassent la première partie de Pink Floyd ». George Harrison était dans le public et a plaisanté « vous connaissez probablement les accords mieux que moi » et « Où est le Bootleg Brian Epstein ? Parce qu'il a tout l'argent ! »
La deuxième rencontre a eu lieu au Jubilé d'or d'Élisabeth II en 2002, où McCartney était en tête d'affiche.

## Membres du groupe
| Membres actuels - Tyson Kelly (John Lennon) – guitare, chant, clavier, harmonica (2018–présent) - Steve White (Paul McCartney) – basse, chant, clavier (2012–présent) - Stephen Hill (George Harrison) – guitare, chant (2014–présent) - Gordon Elsmore (Ringo Starr) – batterie, percussion, chant (2016–présent) Anciens membres - Adam Hastings (John Lennon) – guitare, chant, clavier, harmonica (2011–2018) - Hugo Degenhardt (Ringo Starr) – batterie, percussion, chant (2003–2016) - Andre Barreau (George Harrison) – guitare, chant (1980–2014) - David Catlin-Birch (Paul McCartney) – basse, chant, clavier (1980–1987, 2001–2012) - Neil Harrison (John Lennon) – guitare, chant, clavier (1980–2011) - Rick Rock (Ringo Starr) – batterie, percussion, chant (1981–2003) - Paul Cooper (Paul McCartney) – basse, chant, clavier (1987–2001) - David Barnett (Ringo Starr) - batterie, percussion, chant (1994, 2002–2003) - Jack Lee Elgood (Ringo Starr) – batterie, percussion, chant (1980–1981) | Orchestre et autres musiciens - Max Langley – clavier, percussion - Matt Grocutt – trompette, trompette piccolo, percussion - Vanessa King – cor d'harmonie, flute, chant, percussion - Harriet Baker – flute, saxophone - Chris Cole – trombone - Tom Bott – violon, swarmandal - Sarah Chapman – viole - Sheila Holdsworth – viole - Robert Woollard – violoncelle, cloche de pompier |